# Domaine Saint-Jean de Villecroze
Le domaine Saint-Jean de Villecroze, est un domaine viticole situé à Villecroze dans le  Var. En AOP Coteaux Varois en Provence et Côtes de Provence

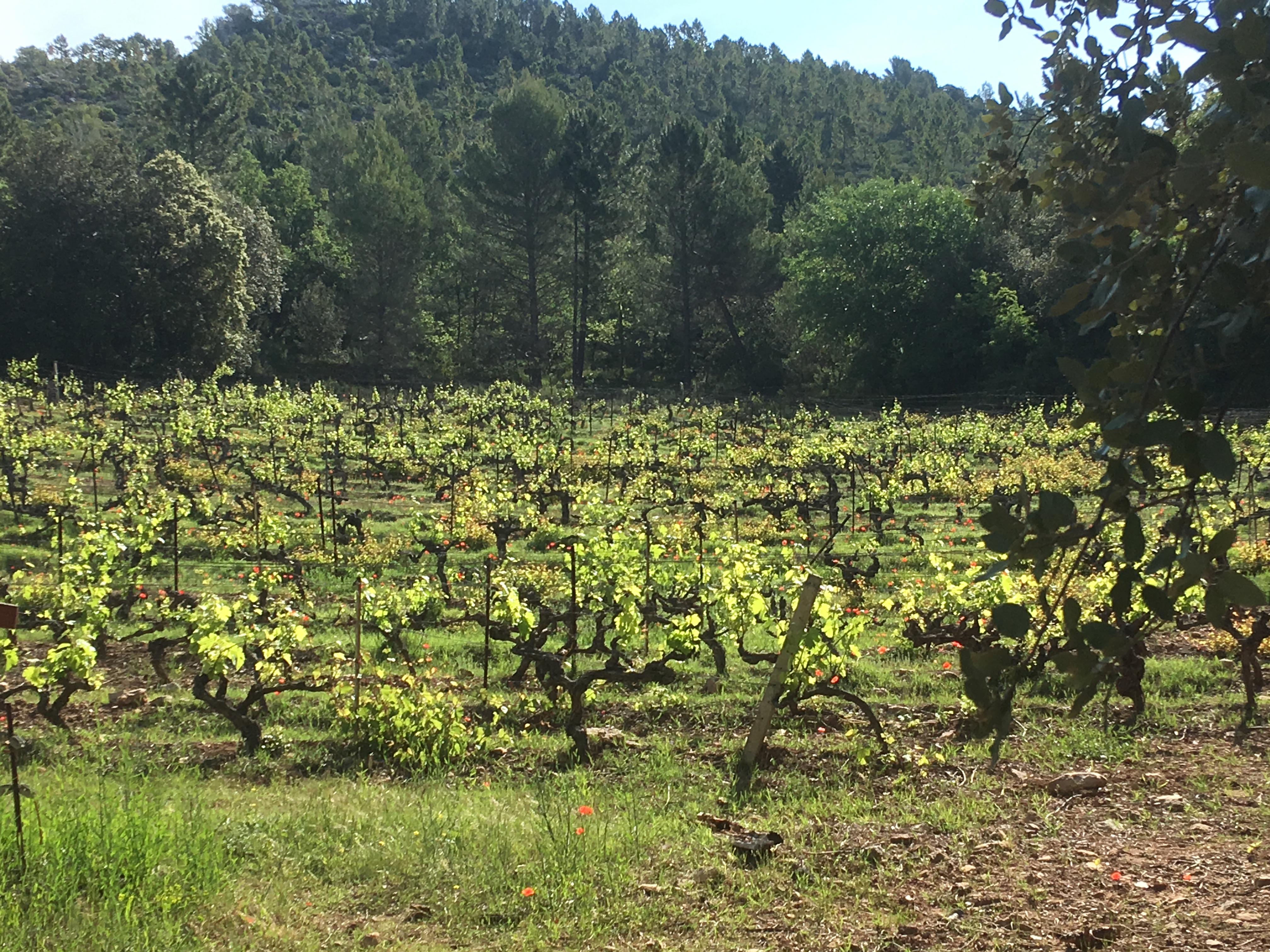
Domaine Saint-Jean Villecroze.

## Histoire du domaine
Fondé dans les années 70 par un américain sur les anciennes terres de la commanderie du Ruou., il tire son nom des Hospitaliers de Saint-Jean de Jérusalem. La cave de vinification était révolutionnaire pour l'époque avec une cuverie en inox à double compartiment thermo-régulée(les cuves datent de 1976). À la suite du décès du propriétaire au début des années 1980, il est acquis par le Maharadjah Shivdasani qui rachète également Chateau Vignelaure et Chateau Galoupet (il ne conservera que Galoupet, Saint-Jean sera revendu en 1993). Il devient alors la propriété d'un industriel italo-americain (Tom Bove, propriétaire du Château Miraval) et de la famille Caruso qui en 2000 rachète toutes les parts du domaine.

## Le terroir
Ce n'est pas un mais 3 terroirs qui constituent la propriété.
- Terroir de Villecroze = Argilo-calcaire sur socle calcaire. (AOP Coteaux Varois en Provence)
  - les vignes autour de la propriété au quartier Saint-Jean à Villecroze.
- Terroir de Salernes =  Argileux sur sols profonds. (AOP Coteaux Varois en Provence)
  - Vignes de l'ancien Clos Pierre Blanc, quartier Gaudran jouxtant une des carrières d'argile de Salernes.
- Terroir de Flayosc = Argilo-siliceux et argilo-calcaire (AOP Côtes de Provence "Collines du haut-pays")
  - Vignes du lieu-dit "la haute-Maure" sur les anciennes terres de Salgues (templiers)[3]..

## Les vins
Ce domaine produit de nombreuses cuvées mais chacune représente un volume plutôt restreint et certaines ne sont produites que dans les grandes années.

### Côtes de Provence
- La cuvée "Réserve" est produite dans les trois couleurs.
  - Blanc (Rolle), ~ 6 000 bouteilles.
  - Rosé (Cinsault, Syrah), 30 à 40 000 bouteilles.
  - Rouge (Syrah, Cabernet-sauvignon), ~ 15 000 bouteilles.

- La cuvée "Exceptionnel" uniquement en rouge.
  - 2007 est la seule année à avoir été embouteillée à ce jour, 8 000 bouteilles.

### Coteaux Varois en provence
- La "Cuvée spéciale" est également proposée dans les trois couleurs.
  - Blanc (Rolle, Grenache blanc), plus produite à partir de 2009.
  - Rosé (Cinsault, Grenache noir, Syrah), ~ 15 000 bouteilles.
  - Rouge (Cinsault, Grenache noir, Syrah, Cabernet-sauvignon), ~~ 10 000 bouteilles.

- La cuvée "Héritier", uniquement en rosé et rouge.
  - Rosé (Cinsault, Grenache noir, Cabernet-sauvignon), ~ 30 000 bouteilles.
  - Rouge (Syrah, Cabernet-sauvignon, carignan N), ~ 15 000 bouteilles.

### Vin de pays du Var
Ce sont les cuvées « haut de gamme » de ce domaine. Seuls les meilleurs millésimes sont embouteillés.
- Cuvée "La petite chapelle".
  - Blanc (Chardonnay, Sauvignon), ~ 3 000 bouteilles.
  - Rosé (Cabernet-sauvignon), ~ 3 000 bouteilles.
  - Rouge (Cabernet-sauvignon), ~ 10 000 bouteilles.

- Cuvée "Collection" exclusivement en rouge.
  - Rouge (Cabernet-sauvignon), 1 500 à 8 000 bouteilles selon les millésimes.

- Cuvée "Exceptionnel".

Le dernier millésime embouteillé est 2004, elle est dorénavant produite en AOP Côtes de Provence.

## À voir
- Le vallon de Saint-Jean matérialisant la limite ouest de la propriété. Il est alimenté par de nombreuses sources, les premières prenant naissance sur la commune de Tourtour. La rivière rejoignant celle de la Bresque sur la commune de Salernes.
- Le pont naturel enjambant le vallon de Saint-Jean à la limite de la commune de Tourtour.
- Les différentes cascades de Tuf calcaire tout au long du vallon
- Un aqueduc dit romain entièrement recouvert de Travertin.
- La Captation d'eau et le système d'irrigation prenant naissance dans le vallon et alimentant tout un quartier de la commune de Villecroze.
- Une chapelle du XVIIIe siècle.

## À noter
- M. Hirsch a fondé ce domaine avec l'ambition de produire des vins rouges d'exception et s'est tourné vers le Cabernet sauvignon[4] comme cépage[5]. Plutôt curieux dans la région car il s'agit d'un cépage "bordelais" par forcément adapté aux conditions climatiques du Haut-var. Pourtant, ce domaine a su tiré parti de l'altitude (350 m) pour conduire ce cépage a bonne maturité et produire des vins atypiques pour le Var.
- Le nom du domaine est une exception car le nom de sa commune d'origine y figure (Villecroze) alors que ce n'est pas autorisé dans le décret des AOC mais ils ont obtenu une dérogation.

Cette particularité tient du fait qu'à l'origine leur production était en Vin de Pays (la mention de la commune y est autorisé).